# Коронационная кантата (Глазунов)
Коронационная кантата для солистов, хора и оркестра ре мажор, ор. 56 Александра Глазунова написана в 1896 году по заказу, по поводу восшествия на престол императора Николая II. Слова В. Крылова. Издана М. П. Беляевым в 1895 году.
Время звучания 25-30 минут.

## Состав
Солисты: сопрано, меццо-сопрано, тенор, бас.

Хор: сопрано, альты, тенора, басы.

Состав оркестра: 3 флейты (в том числе пикколо), 2 гобоя, 3 кларнета in A, 2 фагота, 4 валторны in F, 2 трубы in A, 3 тромбона (2 теноровых, 1 басовый), туба, литавры, треугольник, тарелки, большой барабан, арфа, струнные (скрипки I, скрипки II, альты, виолончели, контрабасы).

## Части
1. Интродукция и хор
2. Юг (Ария меццо-сопрано)
3. Север (Ария баса)
4. Восток и запад (Дуэт сопрано и меццо-сопрано и хор)
5. Молитва (Ария тенора)
6. Небо и земля (Ариетта сопрано и квартет)
7. Финал

## Премьера
Кантата впервые исполнена 14 мая 1896 года в Москве в Грановитой палате при торжественной трапезе в день коронования императора Николая II. Дирижировал главный дирижер Большого театра Ипполит Альтани.
После этого повторена в Русском историческом концерте РМО 21 ноября 1896 года под управлением дирижера Эдуарда Направника.